# 小熊坂諭
小熊坂 諭（こぐまさか さとし、1977年2月13日 - 2013年）は、日本の元プロボクサー。福岡県筑後市出身。第18代日本ミニマム級王者。新日本木村ボクシングジム所属。

## 来歴
陽光アダチジムに所属し、1995年1月10日、岡部裕輔戦でプロデビュー。
1999年、中日ジムへ移籍。
2001年9月24日、元WBA世界ミニマム級王者ソンクラーム・ポーパオインに3-0の判定勝ちを収め世界ランク入りするが、拳の負傷で約1年半リングを離れる。
新日本木村ジムに移籍し、2003年2月10日の復帰戦で阿部弘幸が持つ日本王座に挑み、2Rにダウンを奪うなど3-0の大差判定で勝利。2000年に判定負けを喫した相手に雪辱を果たすとともに日本王座を獲得。
同年6月9日、正藤秀明を3-0の判定で下し初防衛。
同年10月13日、鈴木誠を3-0の判定で下し2度目の防衛。
2004年2月9日、ダイヤモンドグローブで松本博志を3-0の判定で下し3度目の防衛。
同年6月28日、横浜アリーナでイーグル京和が持つWBC世界ミニマム級王座に挑戦するも8R負傷判定負けで世界王座獲得に失敗。
同年12月6日、金田淳一朗に2-1の判定で下し4度目の防衛。
2005年3月19日、三澤照夫を3-0の判定で下し5度目の防衛。
同年7月30日、飯田大介を判定で下し6度目の防衛。
同年11月8日、金田淳一朗との再戦を3-0の判定で下し7度目の防衛。
2006年3月18日、前WBC世界王者の高山勝成に9R負傷判定で敗れ、日本王座陥落。
同年8月12日、高山が返上したタイトルを懸けて三澤照夫と対戦するが1-1の判定ドロー。
同年12月16日、後楽園ホールで開催されたダイナミックグローブで再び日本王者の三澤に挑むも0-3の判定負けで王座復帰に失敗。結果的にラストファイトとなり引退。
2013年事故により死去。享年36。

## 獲得タイトル
- 第18代日本ミニマム級王座（防衛7）